# Quiet Nights
Quiet Nights è il dodicesimo disco in ordine di pubblicazione della cantante e pianista jazz canadese Diana Krall, pubblicato il 31 marzo 2009 dalla Verve Records. Questo disco segna il ritorno alla collaborazione con Claus Ogerman avviata nel 2001 con The Look of Love e Live in Paris.
Il titolo dell'album è la traduzione inglese di Corcovado, un classico della bossanova, scritto da Antônio Carlos Jobim che divenne popolare negli anni '60.
L'album raggiunse la seconda posizione nella classifica canadese, norvegese ed in Nuova Zelanda e debuttò al numero tre nella classifica americana Billboard 200, francese, spagnola ed austriaca. In Europa raggiunse la vetta in Portogallo, Ungheria e Polonia, la settima posizione in Germania, l'ottava in Italia e la decima in Svizzera.
Nel 2010 la canzone Quiet Nights fece vincere a Claus Ogerman il Grammy Award for Best Instrumental Arrangement Accompanying Vocalist.

## Tracce
1. Where or When (Richard Rodgers, Lorenz Hart) - 4.10
2. Too Marvelous for Words (Johnny Mercer, Richard A. Whiting) - 4.05
3. I've Grown Accustomed to His Face (Frederick Loewe, Alan Jay Lerner) - 4.48
4. The Boy from Ipanema (Antônio Carlos Jobim, Vinícius de Moraes, Norman Gimbel) - 4.54
5. Walk on By (Burt Bacharach, Hal David) - 5.03
6. You Are My Thrill (Jay Gorney, Sidney Clare) - 5.47
7. Este Seu Olhar (Antônio Carlos Jobim) - 2.45
8. So Nice (Marcos Valle, Paulo Sérgio Valle, Gimbel) - 3.52
9. Quiet Nights (Antonio Carlos Jobim, Gene Lees) - 4.45
10. Guess I'll Hang my Tears Out to Dry (Jule Style, Sammy Cahn) - 4.59
11. How Can You Mend a Broken Heart (Barry Gibb, Robin Gibb) - 4.30
12. Everytime We Say Goodbye (Cole Porter) - 5.18

### Edizione iTunes
1. For No One (John Lennon, Paul McCartney) - 2.58
2. I See Your Face Before Me (Howard Dietz, Arthur Schwartz) - 5.04

## Formazione

### Musicisti
- Diana Krall (piano, voce)
- Nico Carmine Abondolo (basso)
- Eun Mee Ahn (violino)
- Charlie Bisharat (violino)
- Caroline Campbell (violino)
- Darius Campo (violino)
- John Clayton (basso)
- Antony Cooke (violoncello)
- Larry Corbett (violoncello)
- Paulinho da Costa (percussioni)
- Mario de Leon (violino)
- Drem Dembowski (basso)
- Yue Deng (violino)
- Thomas Diener (viola)
- Bruce Dukov (violino)
- Earl Dumler (oboe)
- David Ewart (violino)
- Marlo Fisher (viola)
- James Freebarin-Smith (violoncello)
- Matt Funes (viola)
- Alan Grunfeld (violino)
- Jeff Hamilton (batteria)
- Reggie Hamilton (basso)
- Trevor Handy (violoncello)
- Peter Kent (violino)
- Steve Kujala (flauto contralto, flauto basso)
- Razdan Kuyumijian (violino)
- Janet Lakatos (viola)
- Timothy Landauer (violoncello)
- Bill Flane (corno)
- Liane Mautner (violino)
- Ed Meares (basso)
- Joe Meyer (corno)
- Todd Miller (corno)
- Dan Neufeld (viola)
- Helen Nightenhale (violino)
- Claus Ogerman (direttore)
- Sid Page (violino)
- Joel Pargman (violino)
- Katia Popov (violino)
- Barbara Porter (violino)
- Sue Raney (basso)
- Steve Richards (violoncello)
- Gill Romero (violino)
- Geri Rotella (flauto contralto, flauto basso)
- David Shostac (flauto contralto, flauto basso)
- Dean Tobin Smith (violoncello)
- Tereza Stanislav (violino)
- Rudy Stein (violoncello)
- Shari Sutcliffe
- Marda Todd (viola)
- Rick Todd (corno)
- Doug Tornquist (tuba)
- Cecilia Tsan (violoncello)
- Mari Tsumura (violino)
- Josephina Vergara (violino)
- David F. Walther (viola)
- Brad Warnaan (corno)
- Anthony Wilson (chitarra)
- Evan Wilson (viola)
- Robert Zimitti (vibrafono)